# 2010 ve filmu
Toto je seznam filmů, jejichž premiéra se uskutečnila v roce 2010.

## Filmy roku 2010

### České filmy
- 25 ze šedesátých aneb Československá nová vlna (dvoudílný dokumentární česko-slovenský film, režie: Martin Šulík)
- Advent (dokumentární krátkometrážní film, režie: Petr Hátle)
- Andělé na kolejích (amatérský středometrážní film, režie: Ondřej Hejna)
- Babička aneb Jak to bylo doopravdy (režie: Pjeer van Eck)
- Bastardi (režie: Petr Šícha)
- Cinematerapie (dokumentární film, režie: Ivan Vojnár)
- Česko na provázku (dokumentární film, režie: Jan Gogola)
- Český mír (dokumentární film, režie: Vít Klusák a Filip Remunda)
- Dešťová víla (režie: Milan Cieslar)
- Doktor od jezera hrochů (režie: Zdeněk Troška)
- Domina (televizní film, režie: Jiří Svoboda)
- Drnovické catenaccio aneb Cesta do pravěku ekonomické transformace (dokumentární film, režie: Radim Procházka)
- Evoluce 4 z revoluce (čtyřdílný dokumentární cyklus, režie: Pavel Koutecký, Jan Šikl)
- For Semafor (dokumentární film, režie: Miroslav Janek)
- Generace 60 (dokumentární film, režie: Peter Hledík)
- Graffitiger (krátký film, režie: Libor Pixa)
- Habermannův mlýn (česko-německo-rakouský film, režie: Juraj Herz)
- Heart Beat 3D (režie: Jan Němec)
- Hlava - ruce - srdce (režie: David Jařab)
- Hurvínek na scéně (režie: David Havel, Martin Klásek)
- Chrámy těla (televizní dokumentární film, režie: Ivan Pokorný)
- Jarmareční bouda (režie: Pavel Dražan)
- JUDr. Michal Danišovič (dokumentární film, režie: Martin Kohout)
- Kajínek (režie: Petr Jákl)
- Katka (dokumentární film, režie: Helena Třeštíková)
- Kuky se vrací (režie: Jan Svěrák)
- Leaving Istanbul (dokumentární krátkometrážní film, režie: Petr Hátle)
- Legenda o sudu (krátkometrážní film, režie: Mikoláš Orlický)
- Mamas & Papas (režie: Alice Nellis)
- Manuál na výrobu teroristy (dokumentární film, režie: Tereza Reichová)
- Medvědí ostrovy (dokumentární film, režie: Martin Ryšavý)
- Mezi nimi (režie: David Vigner)
- Na vlky železa (dvoudílní televizní film, režie: Petr Slavík)
- Nebe, peklo (dokumentární film, režie: David Čálek)
- Nejtěžší volba (televizní dokumentární film, režie: Dagmar Smržová)
- Největší z Čechů (režie: Robert Sedláček)
- Nesvatbov (dokumentární film, režie: Erika Hníková)
- Občan Kopas (dokumentární krátkometrážní film, režie: Vojtěch Moravec)
- Občanský průkaz (režie: Ondřej Trojan)
- Oko nad Prahou (dokumentární film, režie: Olga Špátová)
- Osudové peníze (televizní film, režie: Jiří Krejčík)
- PIKO (režie: Tomáš Řehořek)
- Post Bellum (televizní film, režie: Jaroslav Brabec)
- Pouta (režie: Radim Špaček)
- Pozemšťané, koho budete volit? (dokumentární film, režie: Linda Jablonská)
- Přežít svůj život (režie: Jan Švankmajer)
- Půlnoc (dokumentární film, režie: Klára Tasovská)
- Rodinka (režie: Dušan Klein)
- Román pro muže (režie: Tomáš Bařina)
- Rytmus v patách (televizní film, režie: Andrea Sedláčková)
- Severní Vietnam je krutý (dokumentární film, režie: Karel Koula)
- Sladké mámení (televizní dokumentární film, režie: Zdeněk Jiráský)
- Šejk (televizní film, režie: Zuzana Zemanová - Hojdová)
- TACHO (režie: Mirjam Landa)
- Vše pro dobro světa a Nošovic (dokumentární film, režie: Vít Klusák)
- Zabíjení po česku (dokumentární televizní film, režie: David Vondráček)
- Zachraňte Edwardse (dokumentární film, režie: Dagmar Smržová)
- Zítra se bude... (záznam divadelního představení, režie: Jan Hřebejk)
- Zrozen bez porodu (televizní film, režie: Filip Renč)
- Ženy SHR (televizní dokumentární film, režie: Martin Dušek a Ondřej Provazník)
- Ženy v pokušení (režie: Jiří Vejdělek)

### Zahraniční filmy
- Alenka v říši divů (režie: Tim Burton)
- Brestská pevnost (režie: Alexander Kott)
- Centurion (režie: Neil Marshall)
- Expendables: Postradatelní (režie: Sylvester Stallone)
- Harry Potter a Relikvie smrti – část 1 (režie: David Yates)
- I Spit on Your Grave (režie: Steven R. Monroe)
- Iron Man 2 (režie: Jon Favreau)
- Jak vycvičit draka (režie: Dean DeBlois a Chris Sanders, animovaná fantasy-pohádka)
- Jíst, meditovat, milovat (režie: Ryan Murphy)
- Kniha přežití (režie Albert Hughes a Allen Hughes)
- Králova řeč (režie: Tom Hooper)
- Legenda o sovích strážcích (režie: Zack Snyder)
- Muž ve stínu (režie: Roman Polanski)
- Na sv. Valentýna (režie: Garry Marshall)
- Na vlásku (režie: Byron Howard a Nathan Greno, animovaná pohádka)
- Noční rande (režie: Shawn Levy)
- Percy Jackson: Zloděj blesku (režie: Chris Columbus)
- Počátek (režie: Christopher Nolan)
- Predátoři (režie: Nimród Antal)
- Prokletý ostrov (režie: Martin Scorsese)
- Resident Evil: Afterlife (režie: Paul W. S. Anderson)
- Rudá Shirley (režie: Lou Reed)
- Shrek: Zvonec a konec (režie: Mike Mitchell)
- Souboj Titánů (režie: Louis Leterrier)
- Toy Story 3: Příběh hraček (režie: Lee Unkrich)
- Tron: Legacy 3D (režie: Joseph Kosinski)
- Vlkodlak (režie: Joe Johnston)

## Filmová ocenění a festivaly
- 83. ročník udílení Oscarů
- Český lev 2010
- Mezinárodní filmový festival Karlovy Vary 2010

## Tržby a návštěvnost

### Celosvětově
Následujícím seznam řadí filmy s celosvětovou premiérou v roce 2010 dle jejich tržeb v amerických dolarech. Zahrnuty jsou tržby za celou dobu promítání filmu (tedy i mimo rok 2010).
| Pořadí | Titul                                  | Tržby celosvětově | Tržby v ČR |
| ------ | -------------------------------------- | ----------------- | ---------- |
| 1      | Toy Story 3: Příběh hraček             | 1 063 171 911     | 1 205 395  |
| 2      | Alenka v říši divů                     | 1 024 299 904     | 2 650 680  |
| 3      | Harry Potter a Relikvie smrti – část 1 | 956 399 711       | 4 355 720  |
| 4      | Počátek                                | 825 532 764       | 2 313 623  |
| 5      | Shrek: Zvonec a konec                  | 752 600 867       | 4 137 036  |

### Česko
Česká kina vykázala v roce 2010 nejvyšší tržby v historii, téměř 1,5 miliardy Kč. Návštěvníků bylo 13,537 milionu, což je nejvíce od roku 1993. Z českých filmů měl nejúspěšnější start v českých kinech Kajínek (120 000 diváků za první víkend, což je historické maximum), nejnavštěvovanějším filmem se stal snímek Ženy v pokušení (1,22 milionu diváků, z toho 93 000 během prvního víkendu).
Následující seznam řadí filmy podle návštěvnosti v českých kinech v roce 2010. Tržby a návštěvnost jsou uvedeny pouze za rok 2010.
| Pořadí | Titul                                  | Česká premiéra     | Diváků    | Tržby (Kč)  |
| ------ | -------------------------------------- | ------------------ | --------- | ----------- |
| 1      | Ženy v pokušení                        | 18. března 2010    | 1 232 299 | 123 812 944 |
| 2      | Avatar                                 | 14. prosince 2009  | 954 108   | 141 162 461 |
| 3      | Harry Potter a Relikvie smrti – část 1 | 18. listopadu 2010 | 649 089   | 65 664 717  |
| 4      | Shrek: Zvonec a konec                  | 15. července 2010  | 615 662   | 76 733 367  |
| 5      | Román pro muže                         | 23. září 2010      | 484 625   | 52 041 125  |